# 소피아 오테로
소피아 오테로 라브라도르(바스크어: Sofía Otero Labrador, 2013년 3월 31일 ~ ) 바스크 출신 스페인의 배우이다. 2023년 영화 《2만 종의 벌》을 통해 데뷔했으며, 이 역을 통해 8세의 나이로 베를린 영화제 은곰상 주연상을 수상했다.